# Kwadrans
Kwadrans (łac. quadrans, czwarta część) – ćwierć godziny, czyli piętnaście minut.
Kwadrans akademicki to zwyczaj na wyższych uczelniach, który pozwala na opuszczenie bez żadnych konsekwencji studentom zajęć, gdy prowadzący spóźnia się ponad piętnaście minut. Ten sam zwyczaj pozwala studentom na spóźnienie się na zajęcia do 15 minut, bez ponoszenia negatywnych konsekwencji.
Do 15 minut nawiązuje nazwa litewskiego portalu informacyjnego, 15min.